# Toshinden 4
Toshinden 4, pubblicato originariamente in Giappone come Toshinden Subaru (闘神伝昴?), è il quarto e ultimo capitolo della serie di videogiochi di combattimento iniziata con Battle Arena Toshinden. A differenza dei precedenti giochi della serie, questo videogioco è stato pubblicato unicamente in Giappone e nella regione PAL. Originariamente Toshinden 4 è stato pubblicato il 30 giugno 2000, successivamente è stato ripubblicato da The White Label Range il 12 aprile 2001 ed infine è stato nuovamente pubblicato da Play It On il 20 novembre 2003.

## Trama
Dieci anni dopo gli eventi di Battle Arena Toshinden 3, Eiji Shinjo, che ora è il nuovo capo di un'organizzazione chiamata "Fondazione Gerard", ha organizzato un quarto torneo Toshinden che ruota attorno alla raccolta di quattro armi sacre che possono essere utilizzate per salvare il mondo o distruggerlo. Il vecchio nemico di Eiji, Vermilion, è alla ricerca delle quattro armi sacre per le sue ambizioni malvagie e molti combattenti del torneo, tra cui Subaru, nipote di Eiji, si ritrovano coinvolti nel conflitto stesso. Lungo il percorso, Subaru è accompagnato da Naru, figlia adottiva del vecchio amico di Eiji, Kayin, che aveva debuttato da bambino nel terzo gioco, ora cresciuta e che sta cercando di scoprire dove si trova il padre adottivo, dopo la sua scomparsa.
Un punto della trama introdotto in questo gioco si concentra sulle Quattro Armi Sacre. Sebbene siano state viste per intero a partire da Battle Arena Toshinden 2, la loro importanza non era mai stata menzionata in precedenza. Ogni arma fa riferimento a una delle bestie cardinali cinesi, Byakko, Suzaku, Seiryu e Genbu. Le armi sembrano anche cambiare aspetto a seconda dell'utilizzatore. Mentre la Byakko no tachi (Zanna di Tigre Bianca) è solitamente vista come una semplice katana, la Seiryuu no yari (Lancia del Drago Azzurro) era una lunga lancia con la punta a forma di foglia quando era impugnata da Mondo, ma si trasformava in un'asta d'oro ornata nelle mani di Eos. Come aggiunta puramente estetica, quando si utilizza un determinato attacco, sullo sfondo appare l'immagine della bestia associata all'arma.
Dal punto di vista della trama, si diceva che quando tutte e quattro le armi venivano riunite, conferivano un potere enorme a una persona. La maggior parte dei personaggi del gioco ha un finale basato sull'unione delle armi e sul loro potere. In alcuni finali, usano questo potere per parlare con un genitore o una persona cara. Tuttavia, il finale di Eiji rivela la vera natura del potere che si cela dietro le armi: È il "Toshin", o dio della lotta.